# Nowe Błonowo
Nowe Błonowo (niem. Neu Blumenau) – wieś w Polsce położona w województwie kujawsko-pomorskim, w powiecie grudziądzkim, w gminie Łasin.

## Podział administracyjny
Wieś istnieje od roku 1833. W latach 1975–1998 miejscowość administracyjnie należała do województwa toruńskiego.

## Demografia
Według Narodowego Spisu Powszechnego (III 2011 r.) wieś liczyła 113 mieszkańców. Jest dziewiętnastą co do wielkości miejscowością gminy Łasin.

## Historia
Wieś włościańska założona w 1833 roku. Od 1866 roku nosiła urzędową nazwę Neu Blumenau.